# آلان ماكين (تنس)
آلان ماكين (بالإنجليزية: Alan Mackin)‏ مواليد 11 أغسطس 1981 في اسكتلندا، هو لاعب كرة مضرب بريطاني سابق بدأ مسيرته كمحترف سنة 1997 وكان يلعب باليد اليمنى، اعتزل اللعب في 2007. أعلى تصنيف له في الفردي كان المركز الـ 213 في سنة 2004. أعلى تصنيف له في الزوجي كان المركز الـ 536 في سنة 2000.

## روابط خارجية
- آلان ماكين على موقع رابطة محترفي التنس (الإنجليزية)
- آلان ماكين على موقع الاتحاد الدولي لكرة المضرب (الإنجليزية)
- آلان ماكين على موقع كأس ديفيز (الإنجليزية)
- آلان ماكين على موقع خلاصة التنس.كوم (الإنجليزية)
- آلان ماكين على موقع إي إس بي إن.كوم (الإنجليزية)